# Кёкпха

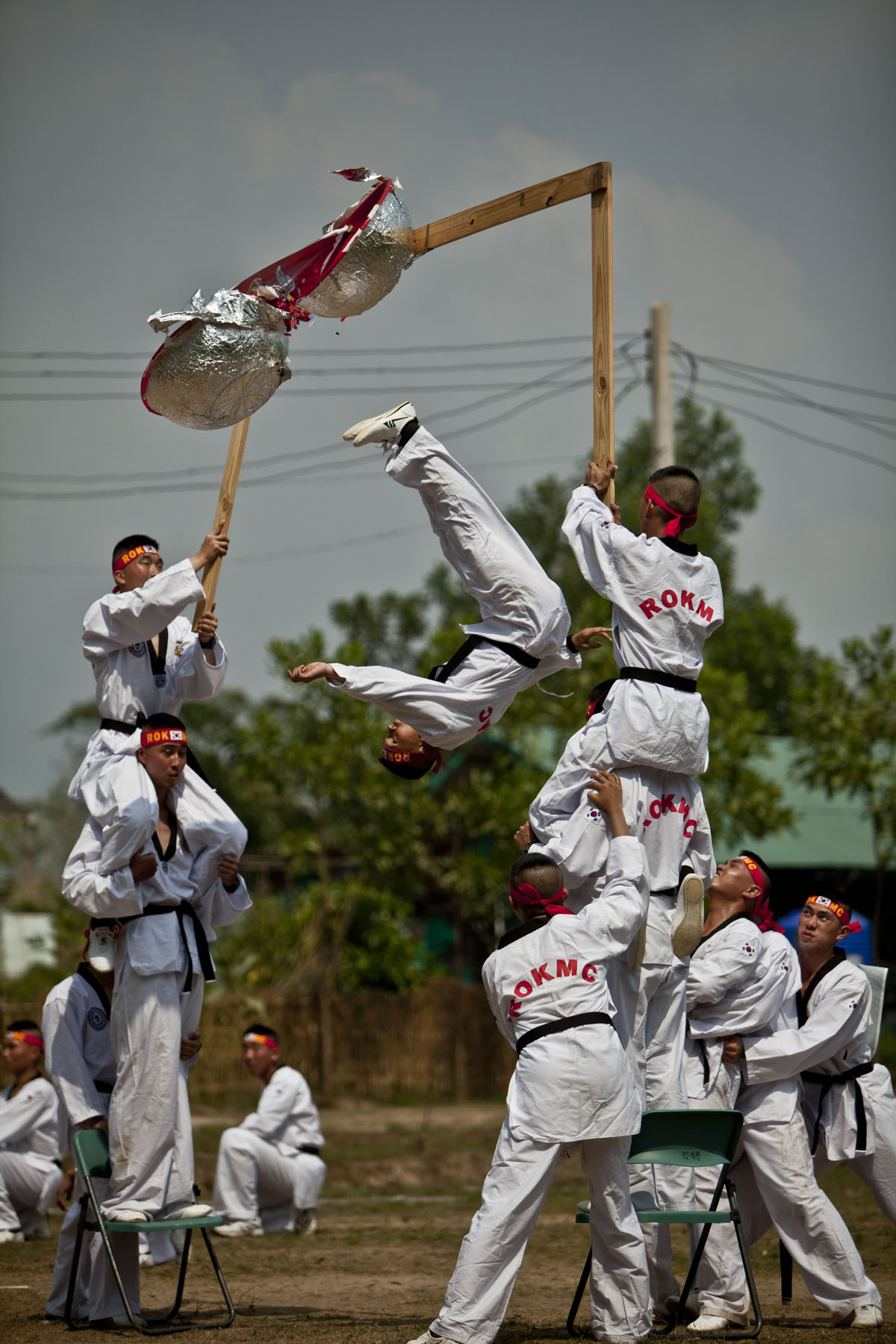
Групповая акробатическая кёкпха в исполнении взвода морской пехоты РК

Кёкпха (격파) — это одна из дисциплин тхэквондо, наряду с кёруги и пхумсэ, под которой понимается разбивание различных предметов, демонстрируя технику тхэквондо.
Можно выделить два основных вида кёкпха: силовое разбивание предметов, и разбивания с использованием сложной техники и акробатических элементов. В настоящее время всё более популярным становиться второе направление кёкпха, уже ни одно показательное выступление не обходится без сложных акробатических ударов.
Кёкпха как вид соревновательной программы распространён в основном только на территории Южной Кореи. Крупнейшим событием, на котором кёкпха представлена как вид программы является фестиваль "Ханмадан", проводимый в Корее (Сеул, Куккивон).
Также кёкпха можно увидеть на шоу-турнирах Red Bull Kick It, проводимых в Корее, представляющих собой смесь трикинга, акробатики, боевых искусств, тхэквондо, брейк-данса.